# Pansy Division
Pansy Division é uma banda de rock alternativo formada em 1991, na cidade de San Francisco. Suas letras, assim como seus integrantes, tem temática abertamente gay. 